# Tumor de Klatskin
Un tumor de Klatskin (o colangiocarcinoma hiliar) es un colangiocarcinoma (cáncer del árbol biliar) que ocurre en el punto de unión de los ductos biliares hépaticos izquierdo y derecho. Su nombre se debe a Gerald Klatskin, un médico estadounidense de la Universidad de Yale.

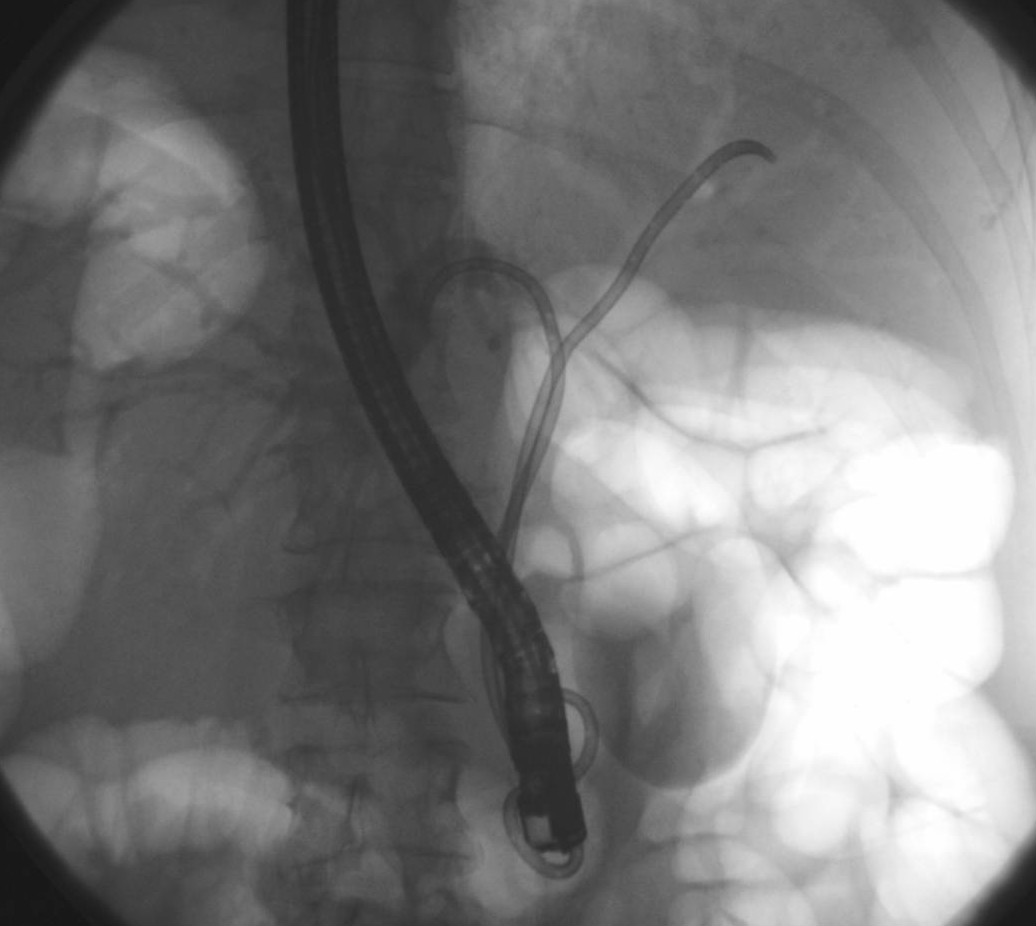
ERCP: stents ubicados a ambos lados del ducto biliar. A la derecha, el contraste que ha sido puesto ahí está bien drenado, haciendo los ductos biliares claramente reconocibles.

## Manifestaciones clínicas
Por su ubicación, estos tumores tienden a ser sintomáticos recién cuando están bastante desarrollados y por tanto no son resecables en el momento en el que se presentan los síntomas. Esto es variable ya que, debido a alguna obstrucción, el paciente puede presentar ictericia y buscar ayuda médica por tal motivo.

## Tratamiento y pronóstico
La resección completa del tumor ofrece esperanza para una supervivencia a largo plazo; últimamente se ha visto un renovado interés en trasplantes de hígado de donantes fallecidos junto con terapia de ayuda. La prognosis permanece pobre hoy en día a pesar de nuevos desarrollos posibles en esta área, considerando que se espera un alza de 250 veces en la tasa de aparición de carcinomas hepatocelulares en los años siguientes.

## Etiología
La etiología del colangiocarcinoma no ha sido definida claramente. Un número de condiciones patológicas, resultado de daño agudo o crónico del epitelio del tracto biliar puede predisponer a un cambio maligno. La colangitis esclerosante primaria, una condición inflamatoria idiopática del árbol biliar, ha sido claramente asociada con el desarrollo de los colangiocarcinomas en hasta un 40% de pacientes. Enfermedades císticas biliares congénitas, como los quistes coledocales o Enfermedad de Caroli, han sido asociadas con transformación maligna en hasta un 25% de los casos. Estas condiciones parecen estar relacionadas con una unión del ducto pancreático-biliar anómalo y, tal vez, están relacionados al reflujo de secreciones pancreáticas en el ducto biliar. Las infecciones crónicas parasíticas del tracto biliar, vistas comúnmente en el sur este de Asia debidas a Clonorchis sinensis y Opisthorchis viverrini, han sido también identificadas como un factor de riesgo. A pesar de se cree que los cálculos biliares y la colecistectomía no están asociados con una incidencia creciente de los colangiocarcinomas, la hepatolitiasis y la coledocolitiasis pueden predisponer para un cambio maligno. Finalmente, la exposición industrial a asbestos y nitrosaminas, y el uso de agentes de contrastes radiológicos, como el Dióxido de torio, son considerados factores de riesgo para el desarrollo de colangiocarcinomas.
Aproximadamente 15.000 nuevos casos de carcinomas de hígado y tracto biliar se diagnostican anualmente en los Estados Unidos, con alrededor de 10% de casos siendo tumores de Klatskin. Los colangiocarcinomas corresponden aproximadamente al 2% de todos los diagnósticos de cáncer, con una incidencia total de 1,2 por cada 100.000 individuos. Dos tercios de los casos ocurren en pacientes de más de 65 años, con un presentación mayor en pacientes de más de 80. La incidencia es similar tanto en hombres como en mujeres.